# Сувойница
Сувойница е село в община Сурдулица, Пчински окръг, Сърбия. Според преброяването от 2011 г. населението му е 774 жители.

## История
По време на българското управление в Поморавието в годините на Втората световна война, Милан Йорд. Мавров от Червен брег е български кмет на Сувойница от 29 август 1941 година до 29 юни 1942 година. След това кметове са Гаврил С. Динчев (30 октомври 1942 - 5 юли 1943) и отново Милан Йорд. Мавров от Червен брег (5 ноември 1943 - 8 май 1944).

## Население
- 1948 – 1008
- 1953 – 1101
- 1961 – 1014
- 1971 – 985
- 1981 – 1009
- 1991 – 1004
- 2002 – 926
- 2011 – 774

## Етнически състав
(2002)
- 921 (99,46%) – сърби
- 1 (0,10%) – българи
- 1 (0,10%) – албанци
- 3 (0,32%) – непознати